# Borek (Jičíni járás)
Borek település Csehországban, a Jičíni járásban. Borek Vřesník, Úhlejov, Miletín, Pecka, Tetín és Horní Brusnice településekkel határos. Lakosainak száma 96 fő (2024. január 1.).

## Népesség
A település lakosságának változását az alábbi diagram mutatja:
| Lakosok száma | 417  | 368  | 332  | 182  | 118  | 93   | 104  | 101  | 99   | 96   |
|               | 1869 | 1900 | 1921 | 1961 | 1980 | 2011 | 2016 | 2019 | 2021 | 2024 |